# Jevgenij Svetjnikov
Jevgenij Igorevitj Svetjnikov, ryska: Евгений Игоревич Свечников, född 31 oktober 1996, är en rysk professionell ishockeyforward som är kontrakterad till Detroit Red Wings i National Hockey League (NHL) och spelar för Grand Rapids Griffins i American Hockey League (AHL). Han har tidigare spelat för Ak Bars Kazan i Kontinental Hockey League (KHL) och Cape Breton Screaming Eagles i Ligue de hockey junior majeur du Québec (LHJMQ).
Svetjnikov draftades av Detroit Red Wings i första rundan i 2015 års draft som 19:e spelare totalt.
Han är äldre bror till ishockeyspelaren Andrej Svetjnikov, som spelar för Carolina Hurricanes i NHL.

## Statistik
| Källa: Utv = Utvisningsminuter Uppdaterad: 2020-08-29 | Källa: Utv = Utvisningsminuter Uppdaterad: 2020-08-29 | Källa: Utv = Utvisningsminuter Uppdaterad: 2020-08-29 |                                               | Grundserie                                    | Grundserie                                    | Grundserie                                    | Grundserie                                    | Grundserie                                    |                                               | Slutspel                                      | Slutspel                                      | Slutspel                                      | Slutspel                                      | Slutspel |
| Säsong                                                | Lag                                                   | Liga                                                  | Matcher                                       | Mål                                           | Assists                                       | Poäng                                         | Utv                                           | Matcher                                       | Mål                                           | Assists                                       | Poäng                                         | Utv                                           |                                               |          |
| ----------------------------------------------------- | ----------------------------------------------------- | ----------------------------------------------------- | --------------------------------------------- | --------------------------------------------- | --------------------------------------------- | --------------------------------------------- | --------------------------------------------- | --------------------------------------------- | --------------------------------------------- | --------------------------------------------- | --------------------------------------------- | --------------------------------------------- | --------------------------------------------- | -------- |
| 2012–2013                                             | Bars Kazan                                            | MHL                                                   | 34                                            | 9                                             | 9                                             | 18                                            | 34                                            | 4                                             | 1                                             | 1                                             | 2                                             | 2                                             |                                               |          |
|                                                       | Irbis Kazan                                           |                                                       | 6                                             | 2                                             | 2                                             | 4                                             | 6                                             | —                                             | —                                             | —                                             | —                                             | —                                             |                                               |          |
| 2013–2014                                             | Ak Bars Kazan                                         | KHL                                                   | 3                                             | 0                                             | 0                                             | 0                                             | 0                                             | —                                             | —                                             | —                                             | —                                             | —                                             |                                               |          |
|                                                       | Bars Kazan                                            | MHL                                                   | 29                                            | 14                                            | 13                                            | 27                                            | 68                                            | 6                                             | 4                                             | 1                                             | 5                                             | 14                                            |                                               |          |
| 2014–2015                                             | Cape Breton Screaming Eagles                          | LHJMQ                                                 | 55                                            | 32                                            | 46                                            | 78                                            | 70                                            | 7                                             | 1                                             | 6                                             | 7                                             | 14                                            |                                               |          |
| 2015–2016                                             | Cape Breton Screaming Eagles                          | LHJMQ                                                 | 50                                            | 32                                            | 47                                            | 79                                            | 97                                            | 13                                            | 4                                             | 11                                            | 15                                            | 8                                             |                                               |          |
|                                                       | Grand Rapids Griffins                                 | AHL                                                   | —                                             | —                                             | —                                             | —                                             | —                                             | 2                                             | 0                                             | 1                                             | 1                                             | 0                                             |                                               |          |
| 2016–2017                                             | Detroit Red Wings                                     | NHL                                                   | 2                                             | 0                                             | 0                                             | 0                                             | 0                                             | —                                             | —                                             | —                                             | —                                             | —                                             |                                               |          |
|                                                       | Grand Rapids Griffins                                 | AHL                                                   | 74                                            | 20                                            | 31                                            | 51                                            | 62                                            | 19                                            | 5                                             | 7                                             | 12                                            | 20                                            |                                               |          |
| 2017–2018                                             | Detroit Red Wings                                     | NHL                                                   | 14                                            | 2                                             | 2                                             | 4                                             | 8                                             | —                                             | —                                             | —                                             | —                                             | —                                             |                                               |          |
|                                                       | Grand Rapids Griffins                                 | AHL                                                   | 57                                            | 7                                             | 16                                            | 23                                            | 58                                            | 5                                             | 1                                             | 0                                             | 1                                             | 4                                             |                                               |          |
| 2018–2019                                             | Detroit Red Wings                                     | NHL                                                   | Spelade ej på grund av främre korsbandsskada. | Spelade ej på grund av främre korsbandsskada. | Spelade ej på grund av främre korsbandsskada. | Spelade ej på grund av främre korsbandsskada. | Spelade ej på grund av främre korsbandsskada. | Spelade ej på grund av främre korsbandsskada. | Spelade ej på grund av främre korsbandsskada. | Spelade ej på grund av främre korsbandsskada. | Spelade ej på grund av främre korsbandsskada. | Spelade ej på grund av främre korsbandsskada. | Spelade ej på grund av främre korsbandsskada. |          |
| 2019–2020                                             | Detroit Red Wings                                     | NHL                                                   | 4                                             | 0                                             | 0                                             | 0                                             | 2                                             | —                                             | —                                             | —                                             | —                                             | —                                             |                                               |          |
|                                                       | Grand Rapids Griffins                                 | AHL                                                   | 51                                            | 11                                            | 14                                            | 25                                            | 61                                            | —                                             | —                                             | —                                             | —                                             | —                                             |                                               |          |
| NHL totalt                                            | NHL totalt                                            | NHL totalt                                            | 20                                            | 2                                             | 2                                             | 4                                             | 10                                            | —                                             | —                                             | —                                             | —                                             | —                                             |                                               |          |
| AHL totalt                                            | AHL totalt                                            | AHL totalt                                            | 182                                           | 38                                            | 61                                            | 99                                            | 181                                           | 26                                            | 6                                             | 8                                             | 14                                            | 24                                            |                                               |          |
| LHJMQ totalt                                          | LHJMQ totalt                                          | LHJMQ totalt                                          | 105                                           | 64                                            | 93                                            | 157                                           | 167                                           | 20                                            | 5                                             | 17                                            | 22                                            | 22                                            |                                               |          |

### Internationellt
| Källa: Uppdaterad: 2017-04-04 | Källa: Uppdaterad: 2017-04-04 | Källa: Uppdaterad: 2017-04-04 |         | Utv = Utvisningsminuter | Utv = Utvisningsminuter | Utv = Utvisningsminuter | Utv = Utvisningsminuter | Utv = Utvisningsminuter |
| År                            | Lag                           | Mästerskap                    | Matcher | Mål                     | Assists                 | Poäng                   | Utv                     |                         |
| ----------------------------- | ----------------------------- | ----------------------------- | ------- | ----------------------- | ----------------------- | ----------------------- | ----------------------- | ----------------------- |
| 2013                          | Ryssland                      | U18-VM                        | 7       | 0                       | 1                       | 1                       | 4                       |                         |
| 2013                          | Ryssland                      | Ivan Hlinka                   | 4       | 0                       | 0                       | 0                       | 8                       |                         |
| 2014                          | Ryssland                      | U18-VM                        | 5       | 3                       | 4                       | 7                       | 4                       |                         |
| 2016                          | Ryssland                      | JVM                           | 7       | 0                       | 0                       | 0                       | 6                       |                         |
| Junior totalt                 | Junior totalt                 | Junior totalt                 | 23      | 3                       | 5                       | 8                       | 28                      |                         |